# غوز دهمان (لودر)

تعديل مصدري - تعديل

غوز دهمان هي إحدى قرى عزلة زارة بمديرية لودر التابعة لمحافظة أبين، بلغ تعداد سكانها 128 نسمة حسب تعداد اليمن لعام 2004.